# Израильский культурный центр
Израильский культурный центр — государственная организация, основанная при посольствах Израиля в странах бывшего СССР. Сегодня на территории России, Украины, Беларуси и Молдовы работают 8 центров, расположенных соответственно в Москве, Санкт-Петербурге, Киеве, Днепре, Одессе, Харькове, Минске, Кишинёве. Основной задачей центров является предоставление всем заинтересованным полной информации об Израиле. Данная информация касается практически любого аспекта жизни страны.
Каждый израильский культурный центр – это место проведения образовательных программ, семинаров, тематических встреч. Здесь отмечаются национальные праздники и памятные даты, а также поддерживается жизнь еврейской диаспоры. Сотрудники израильских центров предоставляют консультации и проводят личные беседы со всеми заинтересованными в получении информации об Израиле.
При центрах работают библиотеки, а также периодически открываются курсы по изучению иврита. В центрах проводятся встречи с представителями израильской элиты различных областей — от науки и культуры до общественных активистов. Сотрудники израильского культурного центра проводят тематические выставки, концерты, фестивали.
Широко отмечаются все еврейские праздники и встреча шаббата.